# Никола Аджема
Никола Димитров Аджема е български хайдушки войвода от град Сливен и е участник в хайдушкото движение съвместно с четите на Георги Трънкин и Панайот Хитов.
В годините между 1858 и 1863 участва и името му е свързано със събитията в Сливенския край. По това време той и Панайот Хитов осъществяват нападение заедно с черкези в село Могила и друго срещу Сливенския кадия Али ефенди.
През 1858 г. е образувана хайдушка дружина от Георги Трънкин, Панайот Хитов и Стоян Папазооглу, към която Никола Аджема се присъединява. За войвода четниците избират Георги Трънкин като най-стар и опитен боец. Тази чета шета в продължение на две години и носи отмъщение на турци и богати чорбаджии в Сливенския, Котленския и Еленския Балкан. След смъртта на войводата през 1860 в Еленско воеводството поема Панайот Хитов. Изпълнен със смелост и решителност Аджема бил един от най-добрите хайдути на четата.
През 1863 г. Панайот Хитов заделя шест души от неговите хора и ги изпраща в Сърнена Средна гора и Твърдишкия Балкан. В това бойно отделение са включени и Филип Тотю, Божил Бахов от Сливен, Георги Рашев (дългия) от село Терзобас и други. По стечение на обстоятелствата четата е разбита от турска потеря при село Кортен. В тази битка войводата Никола Аджема бива заловен жив и хвърлен в Сливенската тъмница. След много мъки, изтезания и издевателства издъхва през същата 1863 година.